# Conophyma sokolovi
Conophyma sokolovi är en insektsart som beskrevs av Zubovski 1899. Conophyma sokolovi ingår i släktet Conophyma och familjen Dericorythidae.

## Underarter
Arten delas in i följande underarter:
- C. s. modestum
- C. s. sokolovi
- C. s. decorum
- C. s. obscurum